# 大海原重義

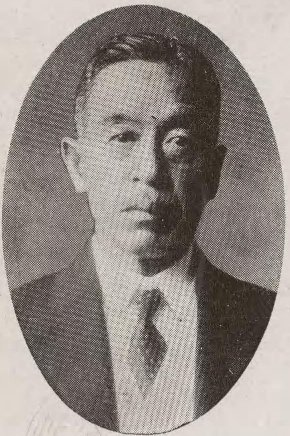
大海原重義

大海原 重義（おおみはら しげよし、1882年（明治15年）11月8日 - 1940年（昭和15年）11月21日）は、日本の内務官僚。府県知事。位階および勲等は正四位・勲二等。

## 経歴
滋賀県犬上郡彦根町出身。旧彦根藩士・大海原尚義（近江鉄道、大日本製糖重役）の長男として生まれる。三重県第一中学校、学習院高等科を経て、1908年、東京帝国大学法科大学を卒業し大学院に進む。同年11月、文官高等試験行政科試験に合格。1909年2月、内務省に入り香川県属となる。
以後、香川県事務官、熊本県事務官、埼玉県警察部長、千葉県警察部長、長崎県警察部長、内務省警保局事務官兼内務書記官、東京府内務部長などを歴任。
1922年10月、山梨県知事に就任。1923年10月、内務省神社局長に転じた。1924年5月、岡山県知事に就任し、1925年9月に休職となった。1927年5月、再度、神社局長に登用された。同年7月、京都府知事に転じた。舞鶴港修築、国道改築、御大典の実施などに尽力。1929年7月、京都府知事を辞し退官した。

## 家族
- 妻の登代は三上参次の長女[1]。
- 長女・静子の夫・岡崎博は岡崎久次郎の二男で、父親の会社の重役を務めた。